# Három méreg (buddhizmus)

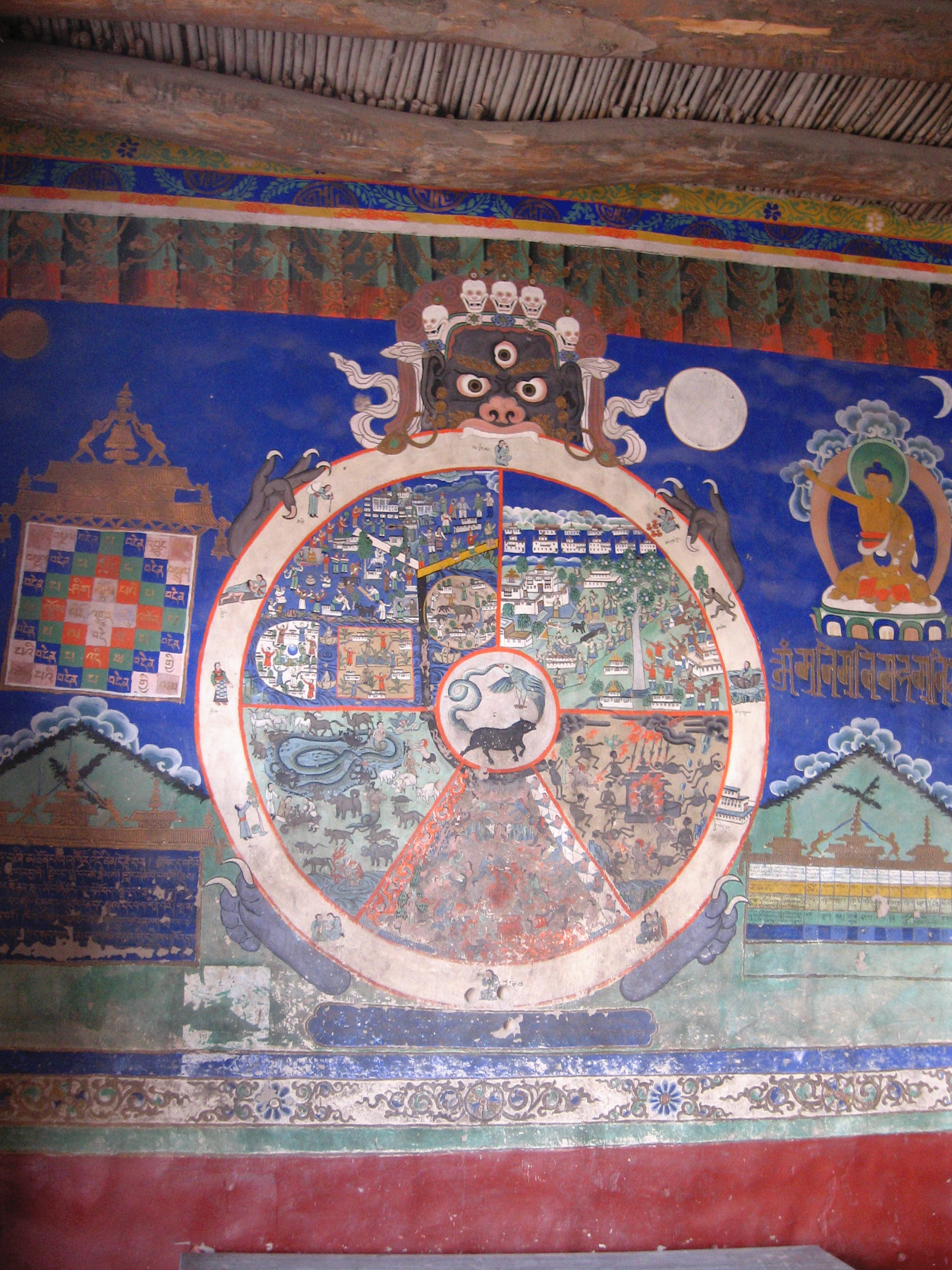
A három mérget disznóként, madárként és kígyóként ábrázolják az életkerék tengelyszemében a nemtudás, a vágy és az undor megjelenítésére.

A három méreg (szanszkrit: triviṣa; tibeti: dug gsum) vagy a három káros gyökér (szanszkrit: akusala-múla; páli: akuszala-múla), a buddhizmusban a három gyökér klésára vonatkozik, a nem tudás, a vágy és az undor. Ezt a három mérget tartják a szenvedés okának (szanszkrit: dukkha).

## Rövid jellemzés
A buddhista tanításokban a három méreg az okozója annak, hogy az érző lények a szanszára (létkerék, az egymás utáni életek láncolata) fogságában rekednek. Ezt a három mérget tartják minden más klésa (ártó mentális tényező) gyökerének.
A három mérget disznóként, madárként és kígyóként ábrázolják az életkerék (bhavacsakra) tengelyszemében a nemtudás, a vágy és az undor megjelenítésére. A bhavacsakra megmutatja, hogy a három kerék karmához, majd a szanszára hat birodalmában (lásd Buddhista kozmológia) való újraszületéshez vezet. A három közül a gyökérméreg a nemtudás. A nemtudásból fakad a vágy (ragaszkodás) és az undor (gyűlölet).
Gese Tasi Cöring szerint a buddhista hagyományokban úgy tartják, hogy a három méreg okozza mind a fizikális, mint a mentális betegségeket. A hagyományos tibeti orvoslásban úgy tartják, hogy a három méreg elhomályosítja az energetizáló szelek (tibeti: lung) áramlását, amelyek a test három fő csatornájában áramlanak.
A három méreg a nyugati pszichológiában a nárcizmusnak, a vágynak és a haragnak felel meg.

## Ellentétes üdvös tulajdonságok
A három méreggel ellentétes hatású mentális tényezők:
- amoha (nem-zavarodottság); pradzsnyá (bölcsesség)
- alobha (nem-ragaszkodás)
- advésa (nem-agresszió, gyűlölet hiánya); metta (szerető jóság)

A buddhista ösvény fő célja kiművelni ezeket és az ezekhez kapcsolódó pozitív tulajdonságokat.

## Szanszkrit/páli/tibeti fogalmak és fordításaik
A mahájána hagyományban a nem-tudást, a ragaszkodást, és az averziót úgy nevezik, hogy a három méreg, ugyanezt a théraváda hagyományban úgy nevezik, hogy a három ártó gyökér. A három méreg szanszkrit, páli és tibeti elnevezései a következők:
| Méreg       | Szanszkrit | Páli  | Tibeti     | Magyar fordításai                            | Szanszkrit/páli/tibeti szinonima                        |
| ----------- | ---------- | ----- | ---------- | -------------------------------------------- | ------------------------------------------------------- |
| Nem-tudás   | moha       | moha  | gti mug    | zavarodottság, nem-törődés, eltévelyedettség | avidja (szanszkrit); aviddzsa (páli); ma rigpa (tibeti) |
| Ragaszkodás | rága       | lobha | 'dod chags | vágy, szenvedély, kapzsiság                  | n/a                                                     |
| Irtózás     | dvésa      | dosza | zhe sdang  | harag, agresszió, gyűlölet                   | n/a                                                     |

## Külső hivatkozások
- A három méreg átalakítása Archiválva 2003. december 25-i dátummal a Wayback Machine-ben (angolul)
- A három méreg a Ranjung Yeshe wiki oldalán (angolul)